# Bernt Haas
Bernt Haas (Vienna, 8 aprile 1978) è un ex calciatore svizzero, di ruolo difensore.

## Palmarès

### Club

#### Competizioni nazionali
- Campionato svizzero: 4

Grasshoppers: 1994-1995, 1995-1996, 1997-1998, 2000-2001
- Coppa Svizzera: 1

Basilea: 2002-2003
- Campionato di Lega Nazionale B/Challenge League: 1

San Gallo: 2008-2009